# Герой Білорусі
Звання «Герой Білорусі» (біл. Герой Беларусі) — державна нагорода Білорусі, найвищий ступінь відзнаки в Білорусі.
Заснована Постановою Верховної Ради Республіки Білорусь № 3726-XII від 13 квітня 1995 року. На сьогоднішній день ця Постанова замінена Законом Республіки Білорусь від 18 травня 2004 року № 288-З. Присвоюється указом Президента за виняткові заслуги перед державою та суспільством. Медаль виготовляється в місті Гомель (завод «Ювелір», філія гомельського виробничого об'єднання «Кристал»).
Звання «Герой Білорусі» присвоюється лише один раз. Особам, удостоєним цього звання вручається знак особливої відзнаки — медаль Героя Білорусі. Медаль носиться на лівій стороні грудей над іншими орденами і медалями.

## МедальГероя Білорусі

### Дизайн 1996–1999 років

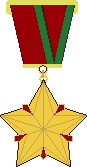
Медаль 1996–1999 років

Опис медалі до 1999 року викладено в Указі Президента Республіки Білорусь від 15 січня 1996 року № 26. Відповідно до цього нормативно-правового акту, медаль являла собою п'ятикутну зірку, вписану в окружність діаметром 33 мм, виготовлялася із золота 585 проби та важила 14 грам. На внутрішніх тупих кутах зірки в радіальному напрямку були розташовані стрілоподібні вставки зі штучного рубіна. Зворотній бік медалі мав гладку поверхню, в центрі знаходився номер медалі. Підвіска являла собою трапецієподібну колодку, до якої медаль кріпилася за допомогою вушка та кільця. Колодка була обтягнута муаровою стрічкою червоного кольору з поздовжньою зеленою смужкою з правого краю. Колодка виготовлялася із срібла з позолотою. Такий дизайн медалі проіснував до набрання чинності Указу Президента Республіки Білорусь від 6 вересня 1999 року № 516.

### Сучасна медаль
Сучасний опис медалі регулюється Указом Президента Республіки Білорусь від 8 квітня 2005 року № 168, що замінив указ від 15 січня 1996 року № 26. У двох останніх указах опис медалі однаковий. Відмінності від медалі до 1999 року незначні: на тупі кути зірки не кріпляться штучні рубіни, колодка стала прямокутної форми та виготовляється із золота. Вага медалі — 19 грам. Сучасний опис медалі можна побачити на марці, яка була випущена у обіг Міністерством зв'язку та інформатизації Республіки Білорусь 2008 року.

## Історія нагороди
Звання «Герой Білорусі» схоже зі званням «Герой Радянського Союзу». Основна відмінність полягає в тому, що звання Герой Радянського Союзу присвоювали переважно за здійснення подвигу або видатні заслуги під час бойових дій, тоді як званням «Герой Білорусі» нагороджують, в тому числі, і за досягнення в економічній, соціальній та культурній сферах.
Зовні медалі мають незначні відмінності. Стрічка в підвісці медалі «Герой Білорусі» червоно-зелена, що символізує прапор Республіки Білорусь, у той час як у медалі Героя Радянського Союзу — червона. На задній стороні медалі Героя Білорусі ставиться номер медалі, а в медалі Героя Радянського Союзу — не лише номер, а й підпис «Герой СРСР». Колодка медалі Героя Радянського Союзу виготовлялася з срібла, колодка медалі Героя Білорусі — із золота 585 проби. Сама медаль Героя Радянського Союзу була на 3 мм менше медалі Героя Білорусі та виготовлялася із золота 950 проби.
Деякі пострадянські країни мають схожі звання: «Герой України», «Герой Російської Федерації», «Національний Герой Вірменії», «Народний Герой» (Казахстан).

## Порядок представлення та процес нагородження

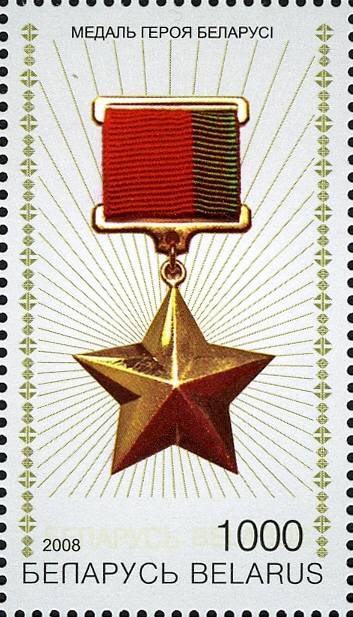
Марка із зображенням медалі

Згідно з Конституцією Республіки Білорусь, нагородження державними нагородами — одна з функцій Президента Республіки Білорусь.
Більш докладно процес присвоєння звання та нагородження описаний в Законі Республіки Білорусь від 18 травня 2004 року № 288-З «Про державні нагороди Республіки Білорусь».
За законом, будь-який колектив працівників, а також державні органи всіх рівнів та керівні органи громадських об'єднань у Республіці Білорусь мають право подати клопотання про присвоєння звання. На кожну особу, що представляється до нагородження, у колективі працівників після попереднього обговорення кандидатури на зборах складається нагородний лист, у якому викладаються дані про особу кандидата та його заслуги. Цей нагородний лист підписується керівником організації, до якої належить колектив. Клопотання про нагородження колективи працівників направляють на погодження у відповідний місцевий виконавчий та розпорядчий орган, потім відповідно до обласного або Мінського міського виконавчого комітету.
Узгоджені клопотання направляються за підпорядкованістю у відповідні міністерства, інші республіканські органи державного керування, керівні органи громадських об'єднань, в яких розглядаються клопотання колегіальними органами цих організацій. Після розгляду колегіальними органами республіканських органів державного керування чи громадських організацій клопотання направляється в Раду Міністрів Республіки Білорусь. Після отримання висновку в Державному секретаріаті Ради Безпеки Республіки Білорусь представлення про нагородження вноситься Президентові Республіки Білорусь через Адміністрацію Президента.
Присвоєння звання «Герой Білорусі» здійснюється Президентом Республіки Білорусь. Рішення про присвоєння звання оформляється шляхом прийняття Указу Президента Республіки Білорусь.
Вручення медалі Героя Білорусі здійснюється Президентом Республіки Білорусь або, за його дорученням, іншими посадовими особами, список яких встановлений у статті 65 Закону. Вручення проводиться в урочистій обстановці не пізніше, ніж через два місяці з дня підписання указу.

## Нагородженні званням «Герой Білорусі»
Вперше звання «Герой Білорусі» було присвоєно 21 листопада 1996 року указом Президента Республіки Білорусь підполковнику авіації Карвату Володимиру Миколайовичу (посмертно) «за мужність та героїзм, проявлені при виконанні військового обов'язку». Станом на 1 січня 2013 року звання було присвоєно 10 людям.
Відповідно до статті 3 Закону Республіки Білорусь від 18 травня 2004 року № 288-З «Про державні нагороди Республіки Білорусь», звання може бути присвоєно не лише громадянам республіки, а також іноземним громадянам та особам без громадянства. Поки звання було присвоєно лише громадянам Білорусі. Громадянин Росії, Герой Російської Федерації Водолажський Василь Олександрович, був прирівняний до Героя Білорусі «за заслуги перед Республікою Білорусь». Звання «Герой Білорусі» йому не було присвоєно, але на членів його родини були поширені пільги, встановлені для членів сімей Героїв Білорусі.

## Привілеї
Спочатку, соціальні пільги та привілеї для осіб, які отримали звання «Герой Білорусі», згідно з Постановою Верховної Ради Республіки Білорусь від 13 квітня 1995 року № 3727-XII, прирівнювались до пільг Героїв Радянського Союзу, Героїв Соціалістичної Праці, а також повних кавалерів Слави та Трудової Слави. Це було також написано в Положенні про Героя Білорусі, затвердженому у Законі Республіки Білорусь від 2 липня 1997 року № 49-Зх. Ці пільги описані в Законі Республіки Білорусь від 21 лютого 1995 року № 3599-XII.
На сьогоднішній день це питання регулюється Законом Республіки Білорусь від 14 червня 2007 року № 239-З «Про державні соціальні пільги, права та гарантії для окремих категорій громадян». Згідно з цим законом, Герої Білорусі мають право:
- на безкоштовне забезпечення лікарськими засобами, видаються за рецептами лікарів у межах переліку основних лікарських засобів (глава 2, стаття 10);
- на безкоштовне виготовлення та ремонт зубних протезів у державних організаціях охорони здоров'я за місцем проживання та право на безкоштовне забезпечення іншими технічними засобами реабілітації згідно з Державним реєстром технічних засобів соціальної реабілітації (глава 2, стаття 11). Цей реєстр затверджений Постановою Ради Міністрів Республіки Білорусь від 11 грудня 2007 року № 1772[16];
- на отримання грошової допомоги на оздоровлення або, замість грошової допомоги, на позачергове безоплатне санаторно-курортне лікування або оздоровлення (глава 2, стаття 12). Грошова допомога, її розміри та умови її отримання, регулюється Постановою Ради Міністрів Республіки Білорусь від 31 січня 2008 року № 146[17];
- на безкоштовний проїзд на всіх видах міського пасажирського транспорту (крім таксі) незалежно від місця проживання, а для тих, хто мешкає у сільській місцевості — також на автомобільному транспорті загального користування регулярного міжміського сполучення в межах адміністративного району за місцем проживання (глава 3, стаття 13);
- на безкоштовний проїзд на залізничному, водному та автомобільному пасажирському транспорті загального користування регулярного приміського сполучення (крім таксі) (глава 3, стаття 14);
- на безкоштовний проїзд (по талонах, що видаються відповідними державними органами Республіки Білорусь) один раз на рік (туди та назад) на внутрішніх лініях водного, повітряного, автомобільного пасажирського транспорту загального користування регулярного міжміського сполучення або в пасажирських поїздах або вагонах формування Білоруської залізниці у межах країни (глава 3, стаття 15);
- звільнення від плати за користування житловим приміщенням у межах 20 квадратних метрів загальної площі займаного житлового приміщення (глава 4, стаття 16);
- звільнення від плати за комунальні послуги (гаряче та холодне водопостачання, каналізація, газ, електрична та теплова енергія, вивіз та знешкодження твердих побутових відходів, користування ліфтами) за встановленими законодавством Республіки Білорусь тарифами в межах затверджених норм споживання, а для проживаючих у будинках без центрального опалення — від плати за паливо, що купується в межах норм, встановлених для продажу населенню Білорусі (глава 4, стаття 16);
- на першочергове одноразове безкоштовне встановлення квартирного телефону при протяжності абонентської лінії не більше 500 метрів (глава 4, стаття 17);
- на безкоштовне користування квартирним телефоном (крім міжміських та міжнародних розмов) (глава 4, стаття 18);

Фінансування витрат, пов'язаних з наданими вище пільгами, здійснюється за рахунок коштів республіканського та місцевого бюджетів, а також за рахунок коштів державного соціального страхування.

## Правила носіння медалі
Згідно зі статтею 5 Закону № 288-З, медаль Героя Білорусі носиться на лівій стороні грудей над орденами та медалями. Згідно зі статтею 69 того ж Закону, за наявності у особи державних нагород СРСР, БРСР, іноземних держав нагороди СРСР, БРСР та іноземних держав розташовуються після медалі Героя Білорусі. Замість орденів та медалей Республіки Білорусь нагороджені можуть носити символи державних нагород Республіки Білорусь, зразки та порядок носіння яких встановлюються Президентом Республіки Білорусь.

## У культурі
Медаль Героя Білорусі була зображена на поштовій марці, що була присвячена до триріччя смерті підполковника авіації Володимира Миколайовича Карвата. За проектом архітектора В. Волинця, на марці номіналом 25 тисяч рублів зображено медаль у лівій частині та фотографію підполковника Карвата на правій. Під медаллю білим кольором написано: «Герой Білорусі, Володимир Миколайович Карват, (28.11.1958-23.05.1996)». Марку було видано 12 червня 1999 року накладом у 90 тисяч екземплярів.
28 серпня 2008 року Белпошта випустила серію марок під назвою «Державні нагороди Республіки Білорусь» номіналом 1000 рублів. На одній з них на білому фоні зображена медаль «Герой Білорусі». Дизайнери Іван Лукін та Олег Гайко. Розмір 29,6×52 мм. Тираж 35 тисяч марок.
У грудні 2009 року телевізійний канал СТВ випустив фільм «Герої Білорусі. Фільм сьомий». У фільмі розповідається про Героїв Білорусі, а також про технології та особливості виготовлення медалей.